# سید سعید زمانیان دهکردی
سیدسعید زمانیان دهکردی (زاده ۱۳۳۹)،سیاستمدار ایرانی، نمایندهٔ دورهٔ نهم مجلس شورای اسلامی و عضو کمیسیون برنامه و بودجه و محاسبات مجلس شورای اسلامی از حوزهٔ انتخابیهٔ شهرکرد، بِن و سامان بود. وی همچنین از فروردین ۱۳۸۵ تا بهمن ۱۳۸۹، فرماندار شهرستان شهرکرد بود.

## آرای مأخوذه
زمانیان نماینده حوزه انتخابیه شهرکرد، بِن و سامان در دور نهم مجلس شورای اسلامی است. او توانست در نهمین دوره انتخابات مجلس شورای اسلامی در رقابت با صادق سلیمی بنی و اردشیر نوریان، با کسب ۶۲ هزار و ۷۶۵ رای از مجموع ۱۵۳ هزار و ۵۱۴ رای ماخوذه از حوزه انتخابیه شهرکرد با ۴۰٫۸۹ درصد آرا به مجلس نهم راه یابد. او بیشترین رای را در بین تمام نامزدهای کنونی حوزه‌های انتخابیه چهار محال و بختیاری به دست آورده و رکورددار کسب رای در استان چهارمحال و بختیاری است.

## نمایندگان استان چهارمحال وبختیاری در دوره نهم مجلس
امیرعباس سلطانی از حوزه انتخابیه بروجن، مجید جلیل سرقلعه از حوزه انتخابیه لردگان و حمیدرضا عزیزی فارسانی از حوزه انتخابیه اردل، فارسان، کوهرنگ و کیار در نهمین دوره انتخابات مجلس شورای اسلامی از حوزه انتخابیه استان چهارمحال و بختیاری وارد بهارستان شد. زمانیان در ۲۰ دی ۱۳۹۱، به عنوان رئیس مجمع نمایندگان استان چهارمحال و بختیاری معرفی شد.